# Katastrofa kolejowa w Osiecku

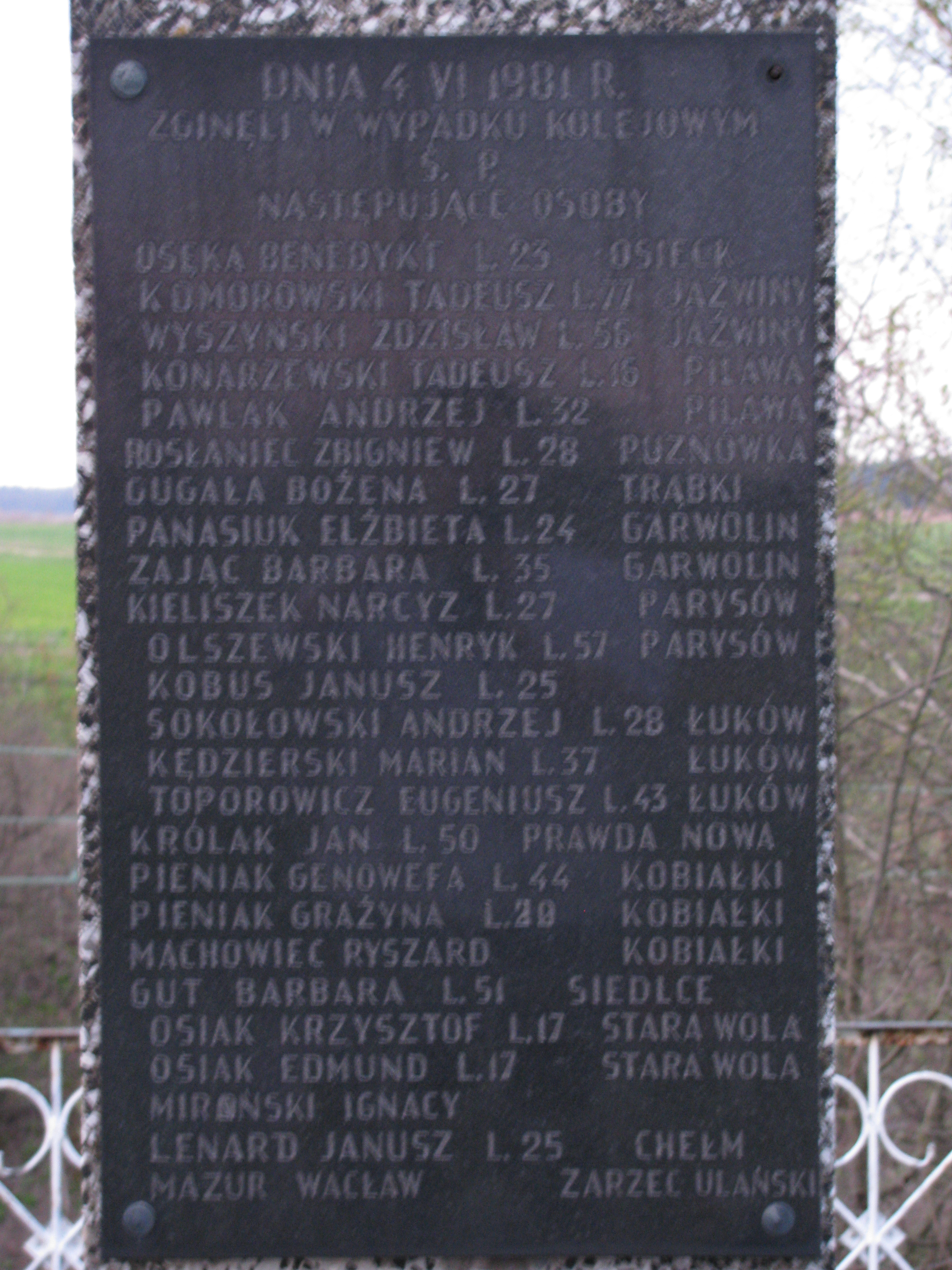
Tablica z nazwiskami ofiar

Katastrofa kolejowa w Osiecku – katastrofa kolejowa, która wydarzyła się 4 czerwca 1981 roku około godziny 15:45 na odcinku Skierniewice – Pilawa. W jej wyniku śmierć poniosło 25 osób, a 8 zostało rannych.

## Opis
Przyczyną katastrofy był wyjazd pociągu osobowego 80215 relacji Skierniewice – Łuków ze stacji Osieck na szlak w kierunku Pilawy z pominięciem semafora wyjazdowego stacji Osieck wskazującego sygnał „stój”, w wyniku czego nastąpiło jego czołowe zderzenie z pociągiem towarowym 17082.
Z uwagi na awarię jednego z rozjazdów posterunku Jaźwiny, na odcinku między Osieckiem a Jaźwinami wprowadzony został ruch jednotorowy dwukierunkowy po torze nr 1. Przed godziną 15:45 jechał po nim, zgodnie z sygnałami, pociąg towarowy 17082 wiozący rudę, prowadzony lokomotywą dwuczłonową ET41-108, za którą znajdował się elektrowóz ET41-111 oraz 41 wagonów towarowych. Na tym samym torze znalazł się podążający w przeciwnym kierunku pociąg osobowy 80215, prowadzony jednostką serii EN57-1231. Czołowe zderzenie nastąpiło w km 91 linii Skierniewice – Łuków. W chwili zderzenia taśma szybkościomierza pociągu osobowego wykazała 44 km/h, natomiast towarowego 53 km/h.
Na skutek czołowego zderzenia ucierpiały człony lokomotyw ET41-108-A oraz ET41-111-B (obydwa z lokomotywowni Idzikowice). W efekcie z członów ET41-108-B oraz ET41-111-A powstał ET41-108, natomiast uszkodzone człony zostały skasowane jako ET41-111. Kasacji uległ również EN57-1231 z lokomotywowni Łuków.
W pobliżu miejsca katastrofy stoi pomnik upamiętniający ofiary zdarzenia.

## Lista ofiar katastrofy
Zginęli:
1. Bożena Gugała (lat 27)
2. Barbara Gut (lat 51)
3. Marian Kędzierski (lat 37) – kierownik pociągu osobowego
4. Narcyz Kieliszek (lat 27)
5. Janusz Kobus (lat 25)
6. Tadeusz Komorowski (lat 77)
7. Tadeusz Konarzewski (lat 16)
8. Jan Królak (lat 50)
9. Janusz Lenard (lat 25)
10. Ryszard Machowiec (wiek nieznany)
11. Wacław Mazur (wiek nieznany)
12. Ignacy Miroński (wiek nieznany)
13. Henryk Olszewski (lat 57)
14. Benedykt Osęka (lat 23)
15. Edmund Osiak (lat 17)
16. Krzysztof Osiak (lat 17)
17. Elżbieta Panasiuk (lat 24)
18. Andrzej Pawlak (lat 32)
19. Genowefa Pieniak (lat 44)
20. Grażyna Pieniak (lat 20)
21. Zbigniew Rosłaniec (lat 28)
22. Andrzej Sokołowski (lat 28) – praktykant na stanowisko maszynisty elektrycznych pojazdów trakcyjnych
23. Eugeniusz Toporowicz (lat 43) – maszynista pociągu osobowego
24. Zdzisław Wyszyński (lat 56)
25. Barbara Zając (lat 35)